# 814

## Събития
- хан Омуртаг става хан на България.

## Починали
- Крум, български хан
- 28 януари – Карл Велики, крал на франките